# Bockwurst

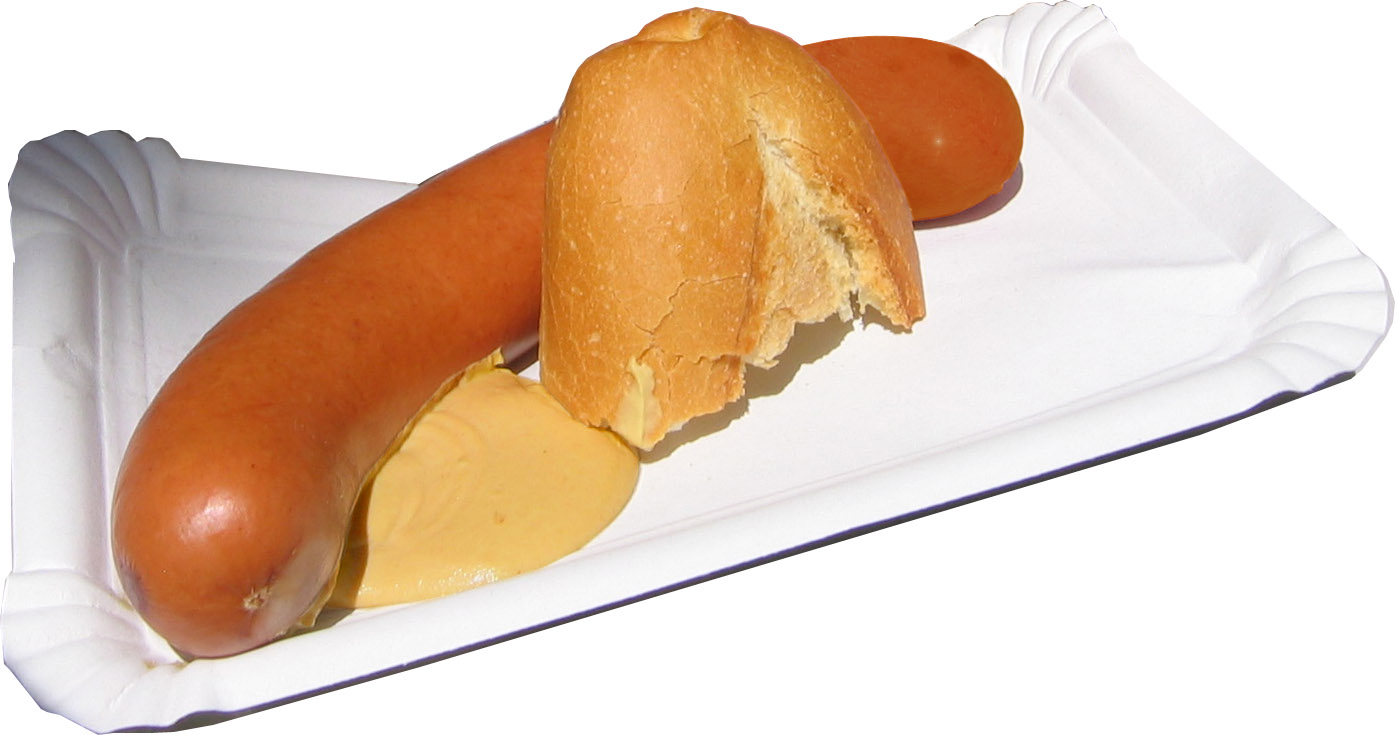
Bockwurst

Bockwurst är en tysk korvsort som ursprungligen skulle serveras till bocköl. Alternativa tyska namn är till exempel Knobländer, Rote eller Rote Wurst. 
I Schweiz och södra Tyskland tillreds varianten Cervelat. Korvsorten Knackwurst är också snarlik.

## Bakgrund

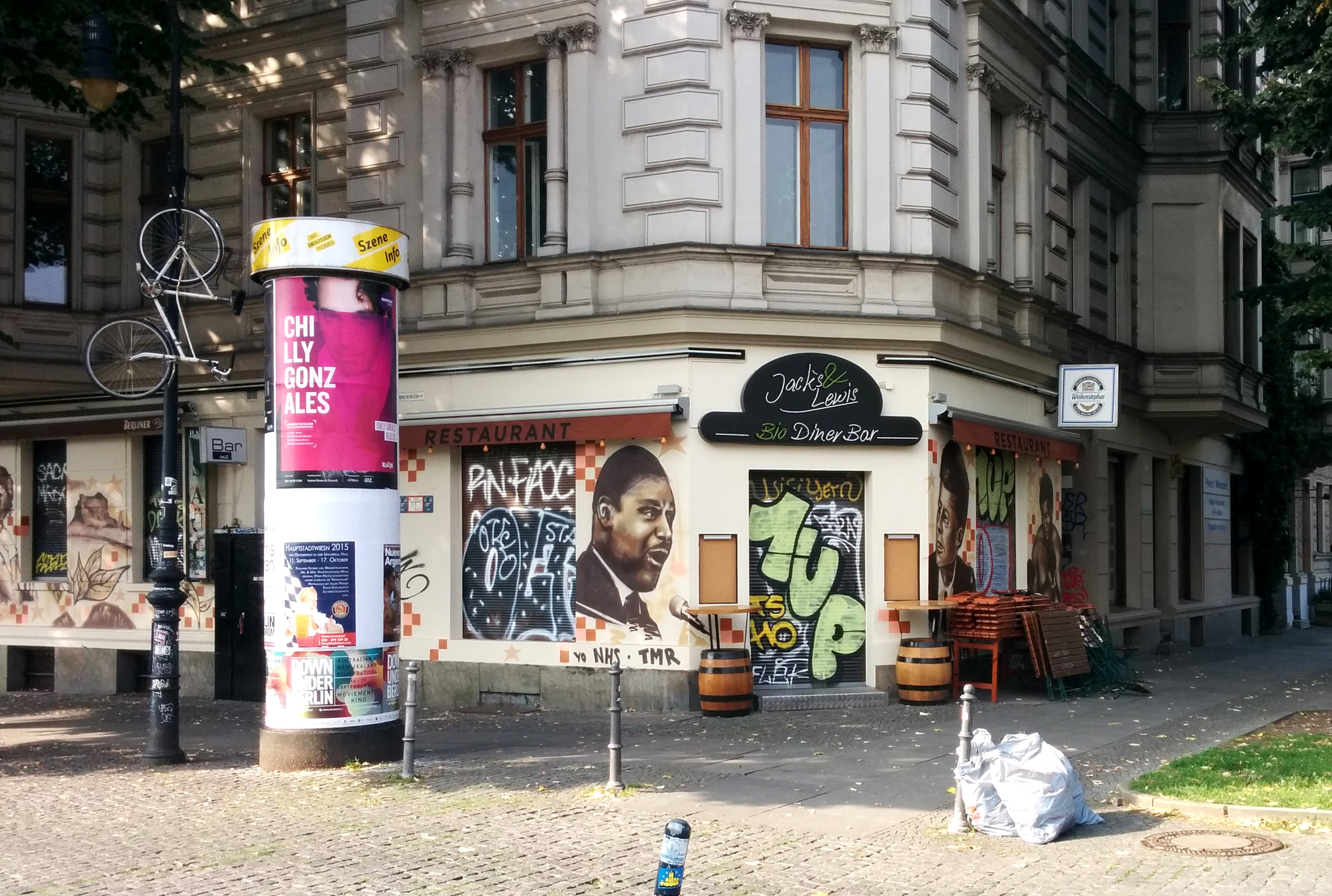
Hörnpub i Berlin-Kreuzberg.

Ordet Bockwurst dyker upp för första gången på 1800-talet som beteckning för en korvtyp som serveras till Bocköl. Under första halvan av 1800-talet blev bockwursten populär i Bayern. Johann Andreas Schmeller tar upp kombinationen bockwurst och bocköl i sitt Bayriska lexikon publicerat 1827. Den beskrivs där som en typisk frukostkombination i München.

## Tillverkning
Bockwurst varmröks vanligen mellan 30 och 60 minuter före tillagning, vilket ger den sin typiskt bruna nyans. Enligt tysk standard ska råvaran vara griskött, men det är tillåtet att tillsätta nötkött för en något fastare konsistens. Kött från andra djurarter får bara tillsättas om det framgår tydligt av produktnamnet. Typiska kryddor som tillsätts vid tillverkning av korven är peppar, paprika, ingefära, muskotblomma och koriander.
Korvmassan brukar tappas på smal naturtarm från gris. Även fårtarm eller konstgjord tarm kan användas. Tjockleken är i regel mindre än 32 mm och vanligen mellan 28 och 30 mm.